# Linopherus abyssalis
Linopherus abyssalis är en ringmaskart som först beskrevs av Fauchald 1972.  Linopherus abyssalis ingår i släktet Linopherus och familjen Amphinomidae. Inga underarter finns listade i Catalogue of Life.